# تشرغر (صائين قلعة)
تشرغر (بالفارسية: چرگر) هي منطقة سكنية تقع في إيران في قسم صائين قلعة الریفي. يقدر عدد سكانها بـ 853 نسمة .